# Bibliothèques communautaires noires au Canada
 (février 2023).
La mise en forme du texte ne suit pas les recommandations de Wikipédia : il faut le « wikifier ».
Les points d'amélioration suivants sont les cas les plus fréquents. Le détail des points à revoir est peut-être précisé sur la page de discussion.
- Les titres sont pré-formatés par le logiciel. Ils ne sont ni en capitales, ni en gras.
- Le texte ne doit pas être écrit en capitales (les noms de famille non plus), ni en gras, ni en italique, ni en « petit »…
- Le gras n'est utilisé que pour surligner le titre de l'article dans l'introduction, une seule fois.
- L'italique est rarement utilisé : mots en langue étrangère, titres d'œuvres, noms de bateaux, etc.
- Les citations ne sont pas en italique mais en corps de texte normal. Elles sont entourées par des guillemets français : « et ».
- Les listes à puces sont à éviter, des paragraphes rédigés étant largement préférés. Les tableaux sont à réserver à la présentation de données structurées (résultats, etc.).
- Les appels de note de bas de page (petits chiffres en exposant, introduits par l'outil «  Source ») sont à placer entre la fin de phrase et le point final[comme ça].
- Les liens internes (vers d'autres articles de Wikipédia) sont à choisir avec parcimonie. Créez des liens vers des articles approfondissant le sujet. Les termes génériques sans rapport avec le sujet sont à éviter, ainsi que les répétitions de liens vers un même terme.
- Les liens externes sont à placer uniquement dans une section « Liens externes », à la fin de l'article. Ces liens sont à choisir avec parcimonie suivant les règles définies. Si un lien sert de source à l'article, son insertion dans le texte est à faire par les notes de bas de page.
- La présentation des références doit suivre les conventions bibliographiques. Il est recommandé d'utiliser les modèles {{Ouvrage}}, {{Chapitre}}, {{Article}}, {{Lien web}} et/ou {{Bibliographie}}. Le mode d'édition visuel peut mettre en forme automatiquement les références.
- Insérer une infobox (cadre d'informations à droite) n'est pas obligatoire pour parachever la mise en page.

Pour une aide détaillée, merci de consulter Aide:Wikification.
Si vous pensez que ces points ont été résolus, vous pouvez retirer ce bandeau et améliorer la mise en forme d'un autre article.
 (février 2023).
Les bibliothèques communautaires noires sont des structures ayant pour mission de promouvoir la culture afro-descendante, à travers la conservation et la diffusion d'œuvres documentaires et artistiques retraçant l'héritage culturel noir. Aux États-Unis, où se trouve l’une des plus grandes populations afro-descendante hors du continent africain, il existe de nombreuses institutions universitaires, privées ou publiques,,, promouvant l'histoire de la communauté noire. Le Schomburg Center for Research in Black Culture, branche de la bibliothèque publique de New York, est l’une des bibliothèques publiques noires les plus connues. À côté de ces grandes institutions, des initiatives communautaires ,se sont également formées pour appuyer la mission et offrir plus de visibilité aux auteurs noirs. Ce mouvement communautaire militant pour l’inclusion sociale dans le domaine de la bibliothéconomie s’est étendu au Canada en 2022.

## Représentativité des auteurs noirs dans les catalogues de bibliothèques.
Le droit d'accès aux bibliothèques publiques pour les personnes de couleur fut l’une des nombreuses revendications des mouvements des droits civiques dans l’Amérique post-esclavagiste,. L’acquisition de ce droit n'a toutefois pas aboli toutes les inégalités.
La représentativité des minorités culturelles dans le domaine culturel et surtout littéraire occidental reste un défi, et cela, même au 21e siècle,. Pour les auteurs issus de la communauté noire, le challenge se trouve à toutes les étapes du processus documentaire ;  l'édition, la publication, mais surtout la faible présence dans les catalogues des bibliothèques publiques. C’est pour répondre à ce besoin : offrir plus de visibilité aux auteurs et à l'héritage culturel noirs, que les bibliothèques communautaires noires ont fait leur apparition. Les mouvements des droits civiques aux Etats-Unis en 2020 et les clivages politiques et sociaux  engendrés, ont accentué la multiplication de ces structures communautaires sous de multiples formes, telles les fugitive libraries, mobiles.

## Premières bibliothèques communautaires noires au Canada

### WEAN Community Centre: Black Public Library
L’association W.E.A.N ( Where Are We Now) est un centre communautaire fondé en 2019 à London en Ontario. Ce centre d’aide et de soutien à la communauté noire, a pour mission de favoriser l'égalité des chances en offrant des opportunités et des conditions permettant aux membres de la communauté noire de s’accomplir pleinement dans la société. Fort de ce mandat, la W.E.A.N centre communautaire a ouvert la première bibliothèque communautaire noire du Canada, le 31 janvier 2022.
S’inscrivant dans la ligne d’action du centre, la bibliothèque ouverte à tous sans distinction d’origine, a pour mission d’instruire sur l’histoire et l'héritage culturel noir. Les ouvrages du catalogue de la bibliothèque, sont en majeure partie des œuvres d’auteurs afro-descendants. Les arts visuels, musicaux et artisanaux y sont également mis en valeur. Les artistes voulant promouvoir la culture noire sont encouragés à venir y partager leur talent à travers des expositions de peinture, de photographie, de sculpture, de bijoux artisanaux, etc…

### Vancouver Black Library
En Colombie-Britannique, une bibliothèque communautaire noire a ouvert ses portes à Vancouver, en septembre 2022. Cette petite bibliothèque est l'aboutissement d’un projet mûri par de jeunes étudiants de l'université de la Colombie-Britannique. L'équipe de bénévoles portée par Maya Preston, souhaitait offrir plus d’audience aux auteurs et artistes afro-descendants et permettre aussi aux membres de la communauté noire de se rencontrer. Le projet a rencontré un énorme engouement, permettant aux organisateurs de récolter plus de 50 000 dollars et de nombreux dons documentaires, au-delà des 6000 dollars de la cagnotte initiale.
La V.B.L, outre sa fonction documentaire et artistique, envisage d'être une bibliothèque troisième lieu. Un espace de vie et de partage social pour les membres de la communauté noire. L’emplacement géographique de la bibliothèque, sur Hogan's Alley (en), répond à ce besoin fédérateur. L'établissement se situe à quelques mètres de l’endroit où se dressait l'emblématique quartier africain de Vancouver, détruit en 1970 et jamais reconstruit. À travers son activité, la VBL envisage d’offrir à nouveau, à la communauté noire de Vancouver, un lieu et un lien de connexion sociale, autour de valeurs et de traditions communes.